# Ponta Barro Preto
A Ponta Barro Preto é uma formação geológica costeira de São Tomé e Príncipe, localizado na ilha de São Tomé, a Este da província Caué. Este acidente geológico localiza-se entre a Praia Micondo e o Ilhéu Quixibá.